# Lucio Papirio Mugillano
Lucio Papirio Mugillano (fl. V secolo a.C.) è stato un console romano.

## Consolato
Lucio Papirio fu eletto console a Roma nel 444 a.C. con il collega Lucio Sempronio Atratino, nominati dall'interrex Tito Quinzio Capitolino Barbato, dopo che gli auguri avevano decretato che la nomina dei tribuni consolari non si era svolta regolarmente.
Sotto il suo consolato fu rinnovata l'alleanza con gli ardeatini, compromessa dalle dispute territoriali susseguenti all'intervento di Publio Scapzio nei comizi centuriati.

## Censura
Nel 443 a.C. fu eletto con Lucio Sempronio Atratino censore, magistratura appena istituita per lo svolgimento dei censimenti e la tenuta dei registri.